# He Never Died
He Never Died ist eine US-amerikanische Horrorkomödie aus dem Jahr 2015. Regie führte Jason Krawczyk, der auch das Drehbuch schrieb. 2019 wurde der Nachfolger She Never Died veröffentlicht.

## Handlung
Der Außenseiter Jack verbringt seine Tage größtenteils mit Schlafen, Fernsehen und Bingo spielen. Er reduziert seine gesellschaftlichen Kontakte auf ein Minimum, um nicht in alte, gewalttätige Muster zu fallen. Jack ist unsterblich und wandelt schon seit Jahrtausenden auf Erden, wobei er kannibalistische Verhaltensweisen an den Tag legt. Außerdem hat er auf dem Rücken zwei lange senkrechte Narben, die aussehen, als hätten sich an dieser Stelle früher zwei riesige Engelsflügel befunden.
Nach einem seiner wöchentlichen Treffen mit Jeremy, einem Krankenhauspraktikanten, der ihn mit Blutkonserven beliefert, suchen die Gangster Short und Steve seine Wohnung auf. Sie glauben, er könne ihnen Jeremys Aufenthaltsort verraten und versuchen, ihn mit Gewalt dazu zu bringen. Jack kann sie jedoch mühelos zusammenschlagen und aus der Wohnung werfen. Dabei kümmert es ihn kaum, dass eine Pistolenkugel ihn an der rechten Hand trifft. Auch wenn Jack danach aus der Handfläche stark blutet wie ein gekreuzigter Jesus. Als er sich wieder schlafen legen will, stört ein Anruf seiner Exfreundin Gillian seine tägliche Routine. Sie teilt ihm mit, dass Andrea, ihre gemeinsame 19-jährige Tochter, deren Existenz Jack bisher völlig unbekannt war, am Vormittag mit ihm Kontakt aufnehmen wollte. Nun sitze Andrea in einer Bar und Gillian verlangt von Jack, sie abzuholen, damit sie nicht betrunken nach Hause fährt. Jack findet Andrea und lässt sie bei sich übernachten.
Am nächsten Tag will er sich wieder mit Jeremy treffen und beobachtet, wie die zwei Gangster den Praktikanten entführen. Jack verfolgt sie, schlägt die Entführer abermals zusammen und befreit den schwer verletzten Jeremy. Aus Rache mischen sie Jack am Abend in seinem Lieblingsdiner K.-o.-Tropfen ins Getränk und wollen ihn mit Eisenketten beschwert im Hafen ertränken. Doch Jack springt von der Kaimauer ins Wasser und reißt einen der Gangster mit sich. Kurz danach taucht er allein und ohne die Ketten wieder auf, reißt Shorts Kehle mit bloßen Händen auf und verspeist sie. Aus Sorge, er könne Andrea das gleiche antun, schmeißt er sie aus der Wohnung. Jack verfällt wieder seinem Blutdurst und findet Opfer in seinem Nachbarn und in Kleinkriminellen auf der Straße. Im Laufe der Handlung erscheint ihm mehrmals ein schweigsamer, alter Mann mit Kinnbart, den außer Jack und Andrea niemand sehen kann.
Schließlich entführen die Gangster seine Tochter und lauern ihm mit Verstärkung im Diner auf. Jack tötet fast die gesamte Bande und bietet der Kellnerin Cara ein Vermögen an, damit sie ihm bei der Befreiung seiner Tochter hilft. Jack erzählt ihr, dass er in Wahrheit die biblische Figur Kain ist, dazu verdammt, ewig auf Erden zu wandeln. Sie fährt ihn zum Club des Gangsterbosses Alex, wo sich ihm mehrere Gangster entgegenstellen und nacheinander ausgeschaltet werden. Er schlägt Alex zusammen und bricht ihm ein Bein. Am Ende entschließt er sich, Alex zu verschonen und seine Tochter ins Krankenhaus zu bringen.

## Produktion
Der Film feierte seine Premiere am 17. März 2015 beim South by Southwest Film Festival. Am 18. März 2016 erschien er weltweit als Video-on-Demand.
Schon während der Produktion wurden Pläne laut, Rollins’ Rolle in einer Miniserie auszubauen.
2019 erschien die thematische Fortsetzung She Never Died, ohne Rollins. Regisseur Krawczyk fungierte als Drehbuchautor und Produzent.

## Rezeption
Der Film wurde überwiegend positiv aufgenommen. Kritiker loben vor allem Rollins’ Darstellung des stoischen Kannibalen. So war Rob Staeger überrascht, wie viel Humor Rollins in seine erste Hauptrolle bringt. Noel Murray schreibt, dass Rollins’ angeborenes Charisma wettmacht, was dem Film an lebendigen Nebenrollen und reicher Story fehlt.
Daneben fällt negativ auf, dass aufgrund des geringen Budgets der Indie-Produktion an einigen Stellen gespart werden musste. So schreibt Marcel Demuth: „Das macht sich vor allem bei Bühnenbild und Kulissen bemerkbar, die eher zweckmäßig umgesetzt wurden und an TV-Ware erinnern, aber immerhin den düsteren Ton des Streifens unterstreichen. Das ist aber auch nicht sonderlich schlimm, liegt der Fokus ohnehin auf den skurrilen Figuren, die sich in HE NEVER DIED so schräg verhalten, dass man meinen könnte, sie wären einem Comic entsprungen.“

## Auszeichnungen
Fangoria Chainsaw Awards 2016
- Nominierung in der Kategorie Bester Darsteller für Henry Rollins
- Nominierung in der Kategorie Beste Nebenrolle für Kate Greenhouse

Fright Meter Awards 2016
- Nominierung in der Kategorie Bester Hauptdarsteller für Henry Rollins